# Papilio pilumnus
Papilio pilumnus är en fjärilsart som beskrevs av Jean Baptiste Boisduval 1836. Papilio pilumnus ingår i släktet Papilio och familjen riddarfjärilar. Inga underarter finns listade i Catalogue of Life.